# Thầu Chín ở Xiêm
Thầu Chín ở Xiêm (tiếng Anh: Ho Chi Minh in Siam) là một bộ phim điện ảnh được thực hiện bởi Hãng phim Hội Điện ảnh Việt Nam và Bộ Văn hóa, Thể thao và Du lịch đặt hàng do Bùi Tuấn Dũng làm đạo diễn. Phim được công chiếu rộng rãi trên toàn quốc nhân dịp kỷ niệm 85 năm ngày thành lập Đảng Cộng sản Việt Nam, từ ngày 30 tháng 1 năm 2015 đến ngày 5 tháng 2 năm 2015.

## Nội dung
Thầu Chín ở Xiêm xoay quanh quãng thời gian Hồ Chí Minh (Nguyễn Mạnh Trường) - khi ấy là Nguyễn Ái Quốc, lấy bí danh là Thầu Chín, hoạt động tại Thái Lan từ tháng 7 năm 1928 đến tháng 11 năm 1929.

## Diễn viên
- Nguyễn Mạnh Trường trong vai Thầu Chín
- NSND Trung Anh trong vai Đặng Thúc Hứa
- NSƯT Hoàng Hải trong vai Paul Hùng
- Huyền Sâm trong vai O Nho
- Văn Phượng trong vai O Hoàn
- Nông Dũng Nam trong vai Võ Tùng
- Nguyễn Mạnh Hưng trong vai Đặng Thái Truyền

Cùng một số diễn viên khác...

## Sản xuất
Thầu Chín ở Xiêm do Bùi Tuấn Dũng làm đạo diễn, kịch bản của phim do Đinh Thiên Phúc chắp bút, đã được Ban Tuyên giáo Trung ương trao giải Nhất cho tác phẩm văn học sáng tác hưởng ứng cuộc vận động "Học tập và làm theo tấm gương đạo đức Hồ Chí Minh". Bộ phim được sản xuất từ tháng 8 đến tháng 10 năm 2014, lấy bối cảnh Hồ Chí Minh sang Thái Lan sinh sống và làm việc, được quay ở Nghệ An, Thái Bình, Trà Vinh và Thái Lan với kinh phí 10 tỷ đồng. Nguyễn Mạnh Trường cho biết, anh cũng đã phải giảm 6 kg trong 1 tháng để vào vai Hồ Chí Minh. Bộ phim được công chiếu tại Hà Nội từ ngày 30 tháng 1 đến 5 tháng 2 năm 2015 nhân kỷ niệm 85 năm ngày thành lập Đảng Cộng sản Việt Nam.

## Giải thưởng
| Giải thưởng    | Năm  | Hạng mục                                               | Ngưòi đề cử        | Kết quả | Nguồn |
| -------------- | ---- | ------------------------------------------------------ | ------------------ | ------- | ----- |
| Cánh diều vàng | 2014 | Nam diễn viên chính xuất sắc nhất phim truyện điện ảnh | Nguyễn Mạnh Trường | Đề cử   |       |